# Estación de Niagara Falls (Nueva York)
Niagara Falls es una estación de ferrocarril y el centro de interpretación de la aduana es un complejo de tránsito intermodal en Niagara Falls, Nueva York. Sirve trenes Amtrak y autobuses de la Autoridad de Transporte de la Frontera del Niágara, alberga a la Oficina de Aduanas y Protección Fronteriza de Estados Unidos que dan servicio a la frontera entre Canadá y Estados Unidos y alberga el Centro del Patrimonio del Ferrocarril Subterráneo de las Cataratas del Niágara.
Es el término occidental del Corridor Empire de Amtrak y sirve diariamente dos trenes Empire Service en cada dirección (que terminan en dirección oeste) y un Maple Leaf en cada dirección. La estación también proporciona una conexión con la ruta 50 de la NFTA y los autobuses Discover Niagara Shuttle.
La instalación consiste en un complejo construido alrededor de la histórica Aduana de Estados Unidos, originalmente diseñada para dar servicio al lado estadounidense de los cruces fronterizos del río Niágara desde Canadá. Terminada en julio de 2016, la instalación reemplazó la antigua estación de Amtrak en Niagara Falls para el servicio ferroviario de pasajeros el 6 de diciembre de 2016.
Desde marzo de 2020 hasta junio de 2022, el servicio Maple Leaf al oeste de la estación fue suspendido indefinidamente como parte de un cierre de la frontera a viajes no esenciales en respuesta a la pandemia de coronavirus, lo que convirtió a esta estación en la terminal occidental de la ruta para ese período.

## Estación de tren
Después de 30 años de esfuerzos para trasladar la estación de Amtrak en Niagara Falls a la ubicación de Customhouse, la estación de Niagara Falls y el complejo del Centro de Interpretación Customhouse se construyeron en un proyecto de reconstrucción de tres fases que se estima costó 44 millones de dólares. La construcción del proyecto comenzó en agosto de 2010 y en octubre de 2010, el Departamento de Transporte de EE. UU. liberó 16,5 millones de dólares en fondos del programa TIGER para trabajar en la fase final del proyecto de la Estación Internacional.
En abril de 2014 se acordó un contrato de construcción entre la ciudad de Niagara Falls y una empresa constructora local después de una demora por sobrecostos. Las obras comenzaron en mayo de 2014. Los funcionarios de la ciudad dijeron que la construcción tardaría entre 18 meses y dos años en completarse. El proyecto se completó en tres fases, incluida la estabilización del edificio de la aduana existente y mejoras en el puente cercano. La estación se completó en julio de 2016 y la finalización se celebró con un adelanto de la estación al público durante un evento llamado "Día de la Comunidad de Amtrak de las Cataratas del Niágara" el 30 de julio de 2016.
Después de un retraso en un acuerdo contractual entre la ciudad y Amtrak, el 9 de noviembre de 2016 se firmó un contrato de arrendamiento por 20 años. Amtrak se mudó a la estación el 6 de diciembre, después de que el último tren partiera de las antiguas instalaciones de Willard Avenue esa mañana.
Se espera que la nueva estación y su ubicación más cercana al centro de la ciudad ayuden a estimular el crecimiento del sector público y privado en la ciudad. La estación fue la primera de cuatro estaciones que fueron reemplazadas a lo largo del Empire Corridor en Nueva York en un período de cinco años. Además de las Cataratas del Niágara, Rochester, Schenectady y Buffalo – Exchange Street fueron reemplazadas entre 2016 y 2020.
Los funcionarios de las Cataratas del Niágara han expresado interés en que GO Transit expanda el servicio ferroviario a través de la frontera hasta la estación y la estación está diseñada para albergar instalaciones de autorización previa, que albergan al personal fronterizo canadiense. Metrolinx, que opera GO Transit, sin embargo, ha declarado que existen restricciones específicas cuando un tren sale de Ontario, o de cualquier provincia de Canadá, que requieren un conjunto diferente de criterios y estándares de inspección para ingresar legalmente a los Estados Unidos, lo que haría una parada en el estación difícil. GO Transit actualmente para en la estación Niagara Falls, Ontario, ya que es parte de la línea Lakeshore West del servicio.

## Diseño de la estación

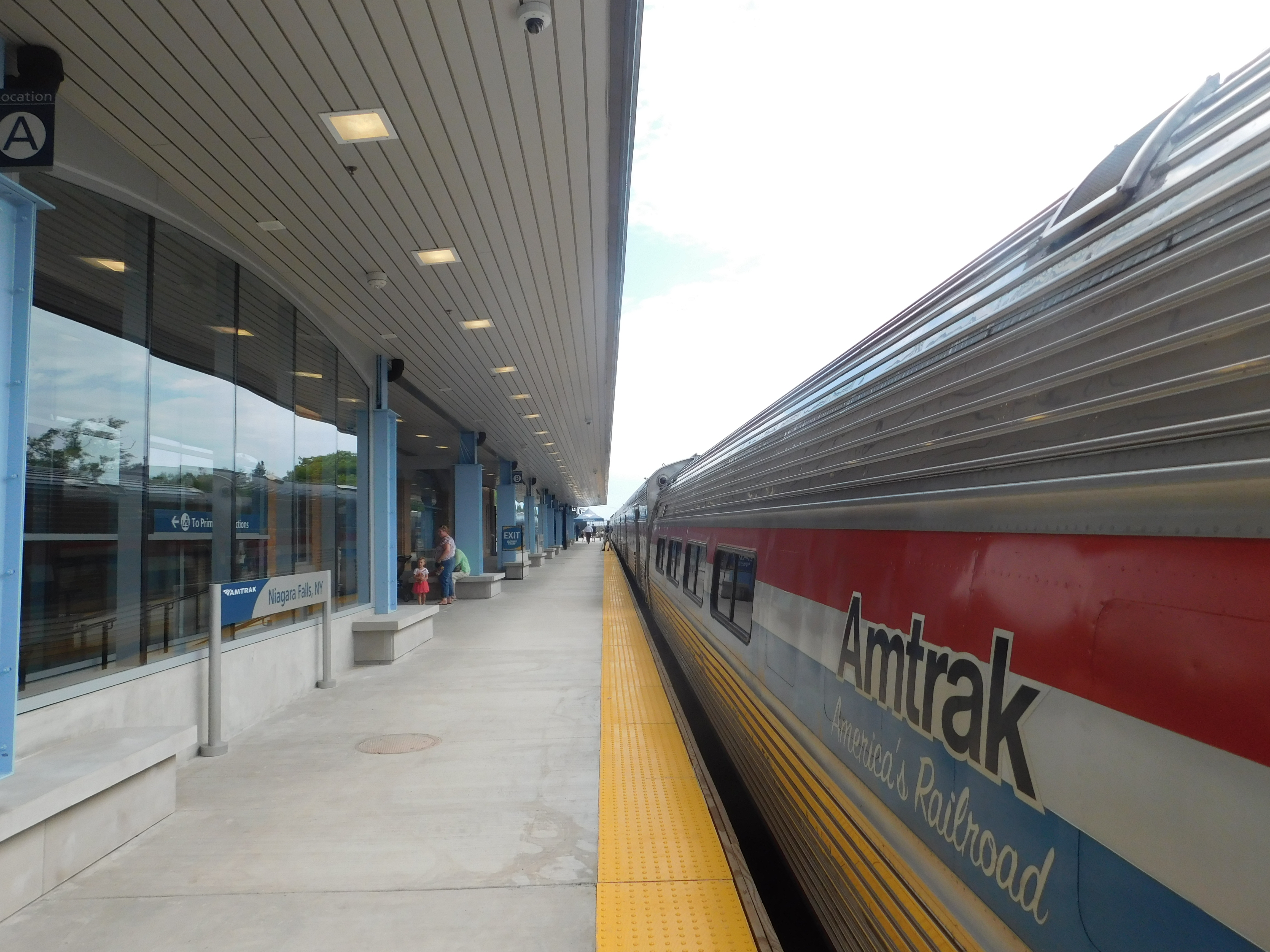
Andén en la estación de las Cataratas del Niágara

Al igual que la aduana, la estación de tren tiene dos plantas. El primer piso a nivel del suelo contiene el vestíbulo principal, una entrada al museo en la aduana y espacios para tiendas a los que se accede desde el exterior. La venta de billetes, una sala de espera y el embarque de los trenes se encuentran en el segundo piso al que se accede por escaleras y ascensor. El césped frente a la aduana se puede convertir en un teatro y un área interpretativa. Los trenes hacen escala en un único andén lateral de alto nivel que da servicio a una vía que se encuentra en un terraplén.

### Tramitación aduanera para el Maple Leaf
No hay instalaciones de autorización previa ni aquí ni en el lado canadiense. Para los pasajeros que vienen de Canadá, los oficiales de la Oficina de Aduanas y Protección Fronteriza de Estados Unidos se encargan de procesar a los pasajeros a través de la estación. Para los pasajeros que van a Canadá, los funcionarios de la Agencia de Servicios Fronterizos de Canadá procesan a los pasajeros a bordo del tren en la estación de tren de Niagara Falls en Niagara Falls, Ontario, justo sobre el puente Whirlpool.